# عصار تبریزی
شمس‌الدین محمد عَصّار تبریزی (درگذشتۀ ۷۹۲ قمری) از شاعران ایرانی سده هشتم هجری است.
محمد عصار در ریاضیات و اخترشناسی نیز دستی داشته و در این زمینه شاگرد مولانا عبدالصمد بوده‌است و همچنین در زمینه تصوف از مریدان شیخ مجدالدین اسماعیل سیسی به شمار می‌آمد.
محمد عصار در تبریز درگذشت و در گورستان چرنداب این شهر در کنار گور استاد خود مولانا عبدالصمد به خاک سپرده شد.

## آثار
- مثنوی مهر و مشتری
- وافی فی تعداد القوافی (در فنون ادبی فارسی)